# 第二郡
第二郡是越南胡志明市历史上下辖的一个郡。面积50平方千米，2019年总人口180000人。

## 地理
第二郡北接守德郡和平盛郡，南接第七郡和同奈省仁泽县，东接第九郡，西接平盛郡、第一郡和第四郡。

## 历史
1997年1月6日，守德县以安富社、安庆社、首添社、平征社、盛美利社5社析置第二郡；安富社分设为安富坊和草田坊，安庆社分设为安庆坊、平庆坊和平安坊，首添社分设为首添坊和安利东坊，平征社分设为平征东坊和平征西坊，盛美利社分设为吉来坊和盛美利坊。
2020年12月9日，第二郡和第九郡、守德郡合并为守德市。

## 行政区划
2020年，第二郡下辖11坊，郡人民委员会位于盛美利坊。
- 安利东坊（Phường An Lợi Đông）
- 安庆坊（Phường An Khánh）
- 安富坊（Phường An Phú）
- 平安坊（Phường Bình An）
- 平庆坊（Phường Bình Khánh）
- 平征东坊（Phường Bình Trưng Đông）
- 平征西坊（Phường Bình Trưng Tây）
- 吉来坊（Phường Cát Lái）
- 盛美利坊（Phường Thạnh Mỹ Lợi）
- 草田坊（Phường Thảo Điền）
- 首添坊（Phường Thủ Thiêm）

## 经济
第二郡曾是胡志明市全市最贫穷的一个地区，与市中心隔着西贡河相望。2002年开始，当局在第二郡规划设立新兴的城区——首添新都市区。2008年和2011年，首添桥和首添隧道相继竣工，与周边城区连通，使得第二郡的经济得以发展。